# Lissonota picta
Lissonota picta là một loài tò vò trong họ Ichneumonidae.